# ارمنستان در مسابقه آواز یوروویژن ۲۰۱۹
ارمنستان در مسابقه آواز یوروویژن ۲۰۱۹ (انگلیسی: Armenia in the Eurovision Song Contest 2019) که در تل‌آویو، اسرائیل برگزار شد، با ترانه "Walking Out" شرکت کرد. این ترانه توسط Lost Capital, tokionine و گاریک پاپویان (Garik Papoyan) نوشته شده بود و توسط خواننده ارمنی سربوک اجرا شد.
انتخاب سربوک به‌عنوان نماینده ارمنستان در این دوره از مسابقه به‌صورت داخلی توسط شبکه تلویزیونی عمومی ارمنستان (AMPTV) انجام شد. این انتخاب در تاریخ ۳۰ نوامبر ۲۰۱۸ اعلام شد و سربوک که به‌خاطر صدای قوی و توانایی‌های فوق‌العاده‌اش شناخته می‌شد، به‌عنوان یکی از امیدهای ارمنستان برای موفقیت در این رقابت معرفی شد.
ترانه "Walking Out" در تاریخ ۱۰ مارس ۲۰۱۹ به‌طور رسمی منتشر شد. این اثر دربارهٔ پایان دادن به روابط سمی و تلاش برای بازیابی قدرت و استقلال شخصی بود. پیام احساسی و قوی ترانه، در کنار اجرای پرشور سربوک، بازتاب گسترده‌ای در میان طرفداران یوروویژن داشت.
اجرای سربوک در مسابقه با طراحی صحنه‌ای دراماتیک و احساسی همراه بود که تلاش داشت فضای پیام ترانه را به تصویر بکشد. با این حال، علی‌رغم تلاش‌ها و اجرای قدرتمند، ارمنستان موفق به صعود به مرحله نهایی نشد. این نتیجه برای بسیاری از طرفداران غافلگیرکننده بود، زیرا سربوک و "Walking Out" پیش از مسابقه به‌عنوان یکی از آثار پرامید تلقی می‌شدند.
با وجود این، حضور سربوک و ترانه "Walking Out" به‌عنوان نمادی از توانایی‌های هنری ارمنستان در یوروویژن باقی ماند و در میان طرفداران این کشور محبوبیت خود را حفظ کرد.

## تاریخچه

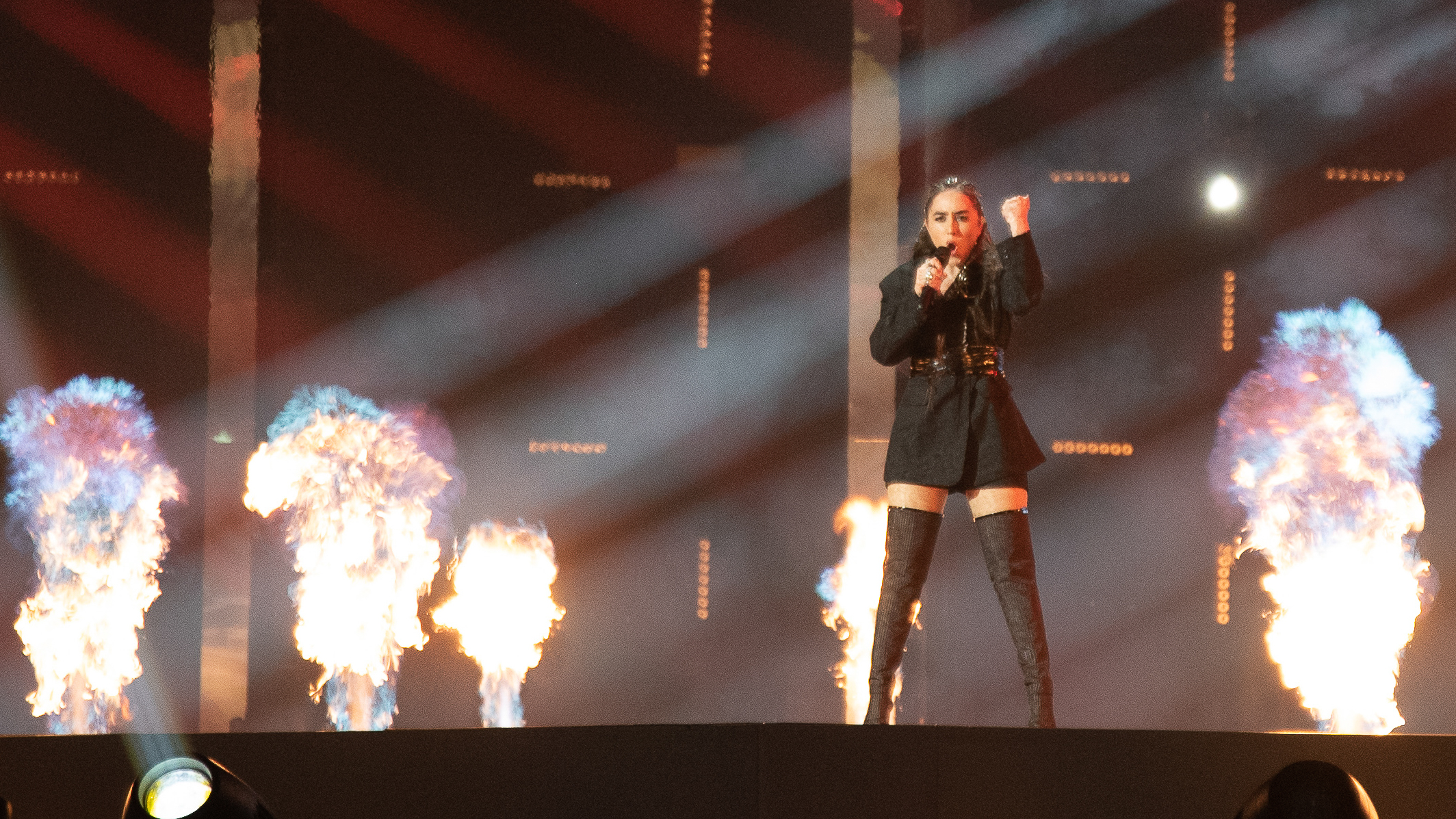
سربوک در حین تمرین قبل از نیمه نهایی اول

تا پیش از مسابقه یوروویژن ۲۰۲۳، ارمنستان از سال ۲۰۰۶ دوازده بار در این رقابت‌ها شرکت کرده بود. بهترین عملکرد این کشور تا آن زمان، کسب مقام چهارم بود که دو بار یک بار در سال ۲۰۰۸ با آهنگ "کله کله" به اجرای سیروشو و بار دیگر در سال ۲۰۱۴ با آهنگ تنها نیستی" به اجرای آرام ام‌پی۳ به دست آمد. ارمنستان در سه دوره از مسابقات (۲۰۱۱، ۲۰۱۸ و ۲۰۱۹) نتوانست به مرحله نهایی صعود کند. علاوه بر این، این کشور دو بار به طور موقت یک بار در سال ۲۰۱۲ به دلیل تنش‌های طولانی مدت با کشور میزبان، آذربایجان، و بار دیگر در سال ۲۰۲۱ به علت اعتراضات ۲۰۲۰–۲۰۲۱ ارمنستان پس ازجنگ دوم قره‌باغ از شرکت در مسابقات انصراف داد. در سال ۲۰۲۲، ارمنستان با آهنگ "اسنپ" به اجرای رزا لین به مسابقات بازگشت و به مرحله نهایی راه یافت و در نهایت رتبه بیستم را کسب کرد.
پخش کننده ملی ارمنستان، تلویزیون عمومی ارمنستان، این رویداد را در ارمنستان پخش می‌کند و فرایند انتخاب برای ورود این کشور را سازماندهی می‌کند. ارمنستان ۱ قصد خود را برای شرکت در مسابقه آهنگ یوروویژن ۲۰۲۳ در ۲۰ اکتبر ۲۰۲۲ تأیید کرد. ارمنستان در گذشته از روش‌های مختلفی برای انتخاب شرکت استفاده کرده است، مانند انتخاب‌های داخلی و فینال زنده تلویزیونی ملی برای انتخاب مجری، آهنگ یا هر دو برای رقابت در یوروویژن. بین سال‌های ۲۰۱۴ تا ۲۰۱۶ این تلویزیون به صورت داخلی هم هنرمند و هم آهنگ را انتخاب کرد، در حالی که فینال ملی Depi Evratesil در سال‌های ۲۰۱۷، ۲۰۱۸ برگزار شد. برای سال ۲۰۱۹، این تلویزیون تصمیم گرفت به روش انتخاب داخلی برای نماینده ارمنستان ادامه دهد.

## قبل از یوروویژن
نماینده ارمنستان در مسابقه یوروویژن ۲۰۱۹ به‌طور داخلی توسط AMPTV انتخاب شد. در تاریخ ۲۸ نوامبر ۲۰۱۸، این تلویزیون اعلام کرد که یک هنرمند انتخاب شده و نام او در تاریخ ۳۰ نوامبر ۲۰۱۸ اعلام خواهد شد. در برنامه AMPTV به نام Lav Yereko در ۳۰ نوامبر، سربوک به عنوان نماینده ارمنستان معرفی شد. در مورد انتخاب خود به عنوان نماینده ارمنستان، سربوک گفت: "من از تلویزیون عمومی ارمنستان برای اعتمادی که به من داشتند، سپاسگزارم. این افتخار است که کشورم را در برابر تمام دنیا نمایندگی کنم! پیش روی ما یک سفر شگفت‌انگیز است و امیدوارم که با هم موفق شویم!" پس از معرفی هنرمند، AMPTV اعلام کرد که درخواست‌هایی برای ارسال آهنگ‌ها به صورت عمومی دریافت می‌شود و مهلت ارسال تا ۱۰ ژانویه ۲۰۱۹ خواهد بود. سپس در ژانویه ۲۰۱۹، AMPTV اعلام کرد که بیش از ۳۰۰ آهنگ از سوی آهنگسازان سراسر دنیا ارسال شده و چندین آهنگ در حال بررسی هستند.
آهنگ "Walking Out" که توسط Lost Capital (هوهانیس هوهانیسیان و آشو پترسیان) و توکیونین ساخته شده و با ترانه‌سرایی گاریک پاپویان نوشته شده بود، در تاریخ ۹ فوریه ۲۰۱۹ به عنوان نماینده ارمنستان معرفی شد. سربوک پیش از معرفی رسمی آهنگ، ویدئوی رسمی آن را فیلمبرداری کرد که یک تولید مشترک بین AMPTV و شرکت Factory Production بود. این ویدئو به کارگردانی آرتور منوکیان ساخته شد و طراحی‌های مد آن توسط آنی مسروپیان انجام شد. آهنگ و ویدئو در تاریخ ۱۰ مارس ۲۰۱۹ از طریق کانال رسمی یوتیوب مسابقه یوروویژن به عموم معرفی شد.